# Česká a Slovenská Federativní Republika
Česká a Slovenská Federativní Republika, zkráceně ČSFR, byl v letech 1990 až 1992 federativní stát ve střední Evropě, poslední historická podoba Československa před jeho zánikem. Oficiální název ve slovenštině zněl Česká a Slovenská Federatívna Republika. Česká a Slovenská Federativní Republika byla federací skládající se z České republiky a Slovenské republiky. Původní název byl po dobu jednoho měsíce od 29. března do 23. dubna 1990 Československá federativní republika. V tomto období také ČSFR ještě užívala státní znak ČSSR.

## Název Československa
Po pádu komunistického režimu v Československu byla Československá socialistická republika přejmenována od 29. března 1990 na Československá federativní republika (slovensky: „Česko-Slovenská federatívna republika“). V rámci pokračujícího sporu o název společného státu (viz pomlčková válka)  byla Československá federativní republika přejmenována na Česká a Slovenská Federativní Republika  a slovensky Česká a Slovenská Federatívna Republika od 23. dubna 1990. 
Název je pravopisně nesprávný a vznikl kvůli dalšímu ze sporů pomlčkové války, sporu o velké „S“. Část slovenských představitelů po listopadu 1989 požadovala také velké písmeno „S“ u „Slovenská“, ale zejména čeští zástupci nechtěli na tuto verzi přistoupit.[zdroj?]
Tato část sporu se tehdy vedla o označení „Česká a Slovenská federativní republika“ vs. „Česká a slovenská federativní republika“. Podle českého i slovenského pravopisu se přídavná jména vytvořená z vlastních jmen (s výjimkou přivlastňovacích) píšou malým písmenem.[zdroj?] Zároveň se u víceslovných názvů píše velké písmeno pouze u prvního slova (nejde-li o jméno sídelního útvaru a pokud další slova neobsahují jiné vlastní jméno). Jako „šalamounský“ kompromis byl nakonec název „Česká a Slovenská Federativní Republika“ schválen Federálním shromážděním jako ústavní zákon o změně názvu Československé federativní republiky, i když odporoval pravopisu obou jazyků.[zdroj?]

## Zánik Československa
Po dlouhých jednáních Česká a Slovenská Federativní Republika zanikla 31. prosince 1992 přijetím ústavního zákona Federálního shromáždění o zániku České a Slovenské Federativní Republiky.